# 1580 na literatura

## Nascimentos
| Data           | Nome                     | Profissão | Nacionalidade | Observações | Ref |
| -------------- | ------------------------ | --------- | ------------- | ----------- | --- |
| 17 de Setembro | Francisco de Quevedo     | escritor  | Espanha       | m. 1645     |     |
| ?              | Francisco Rodrigues Lobo | poeta     | Portugal      | m. 1622     |     |

## Mortes
| Data        | Nome           | Profissão | Nacionalidade | Observações | Ref |
| ----------- | -------------- | --------- | ------------- | ----------- | --- |
| 10 de Junho | Luís de Camões | poeta     | Portugal      | n. 1524?    |     |